# Appennino ligure
L'Appennino ligure costituisce il tratto iniziale dell'Appennino settentrionale e quindi della catena montuosa degli Appennini, raggiungendo il punto più alto con il monte Maggiorasca (1804 m s.l.m.) nel tratto dell'Appennino Parmense, compreso su cinque regioni: Liguria (province di Savona, Genova e La Spezia), Piemonte (provincia di Alessandria), Lombardia (provincia di Pavia), Emilia-Romagna (province di Piacenza e Parma) e Toscana (provincia di Massa-Carrara).

## Descrizione

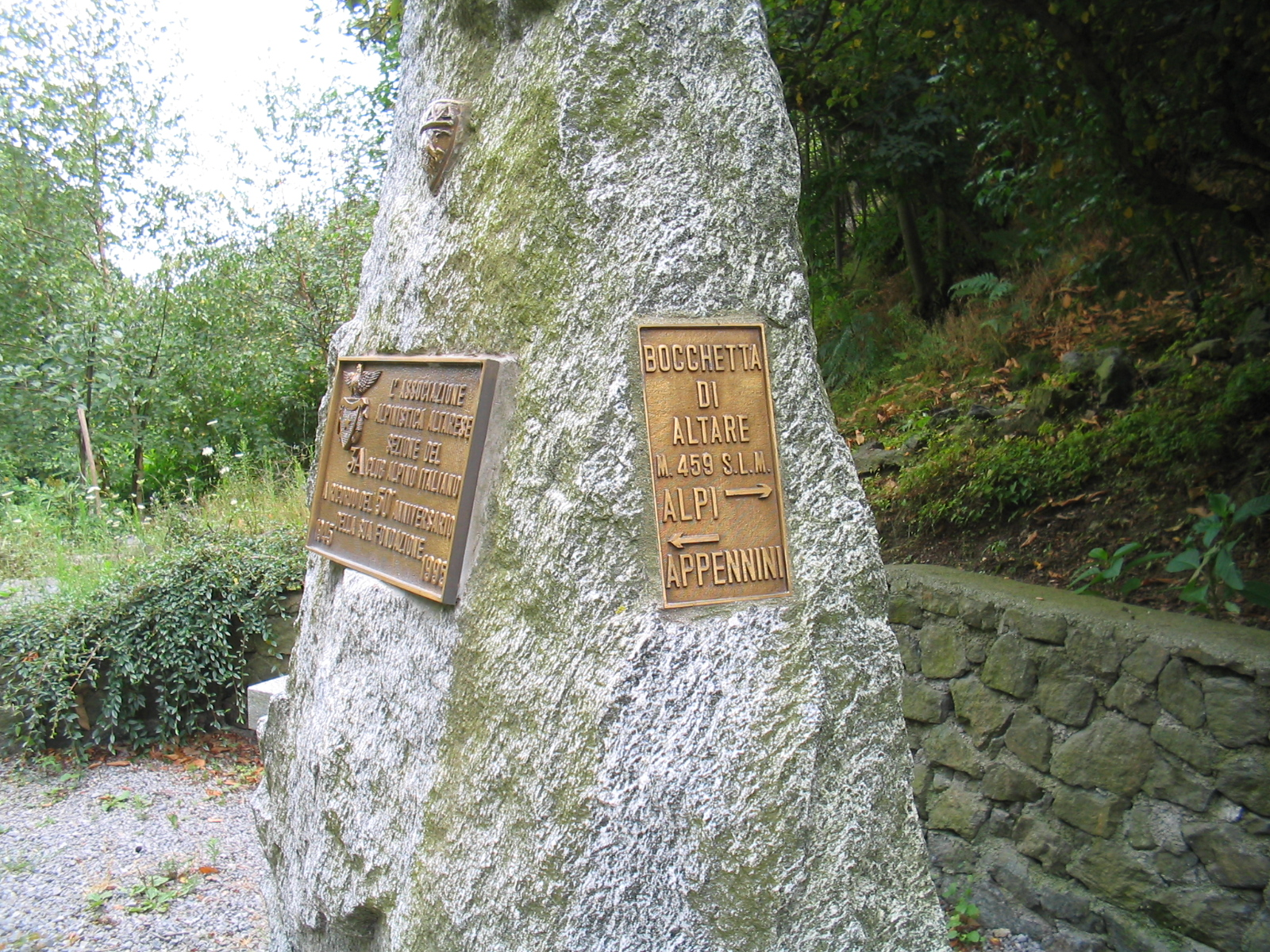
Colle di Cadibona, limite geografico tra Alpi liguri e Appennino ligure

### Limiti geografici
Esteso convenzionalmente fra il colle di Cadibona o bocchetta di Altare, in provincia di Savona, che lo separa dalle Alpi Liguri ad ovest, ed il passo della Cisa, al confine tra la provincia di Parma e la provincia di Massa e Carrara, che lo divide dall'Appennino tosco-emiliano a sud-est, tuttavia, dal punto di vista geologico, la separazione tra Alpi e Appennini, invece che all'altezza del colle di Cadibona, è situata alcune decine di km più a est, in provincia (e, in parte, nel comune) di Genova, all'altezza del passo della Bocchetta, in corrispondenza di quella che viene chiamata la linea Sestri-Voltaggio; pertanto, i monti situati in provincia di Savona e nella parte più occidentale di quella di Genova sono geologicamente derivati dall'orogenesi alpina.

### Caratteristiche
Tra il colle di Cadibona (458 m) e il colle del Giovo (516 m) l'altitudine rimane sempre al sotto dei 900 m s.l.m.

La Valle Borbera coperta di nubi dalla vetta dell'Antola

A est del Giovo si erge il gruppo del Beigua, vasto massiccio formato da rocce metamorfiche di natura ultrabasica (ofioliti di tipo alpino del "gruppo di Voltri"), che presenta morfologie piuttosto aspre e accidentate e raggiunge la quota altimetrica più elevata con il monte Beigua (1286 m). In questo tratto lo spartiacque ligure-padano fa misurare la distanza minima dal mar Ligure: infatti, la cima del monte Reixa (1183 m) si trova a meno di 6 km in linea d'aria dal litorale di Arenzano.
La morfologia del gruppo del Beigua è inoltre caratterizzata da una marcata dissimmetria tra il versante marittimo, spesso assai ripido e contraddistinto da notevoli strutture rocciose, come quelle che formano i versanti meridionali del m. Rama (1150 m) e del m. Argentea (1086 m), e il versante padano (bacini dell'Erro e dell'Orba) che presenta morfologie meno aspre e pendenze più attenuate, anche se non vi mancano valloni rocciosi e incassati (ad esempio la val Gargassa, presso Rossiglione) e rilievi rocciosi.
Dopo il passo del Faiallo (1044 m) ed il bric del Dente (1107 m), il crinale degrada rapidamente verso il passo del Turchino (588 m). A nord del Turchino si apre la valle Stura, attraversata dall'omonimo torrente che nasce dall'altopiano di Praglia e confluisce nell'Orba presso Ovada, mentre a sud si trovano le brevi vallate del Leira e del Cerusa, che scendono rapidamente verso Voltri, il quartiere più occidentale di Genova.
Dopo le depressioni altimetriche del passo del Turchino e del Giovo Piatto (661 m), il crinale principale torna a salire, per superare nuovamente i 1000 m di altitudine con il m. Taccone (1113 m) ed il m. Leco (1071 m) mentre in direzione nord e ovest delle brevi dorsali si sviluppano verso la val padana, contando alcune cime di una certa importanza: tra queste, il m. delle Figne (1172 m), il m. Tobbio (1092 m) e la Costa Lavezzara (1081 m), oggi inserite nel parco regionale piemontese delle Capanne di Marcarolo. Come per il massiccio del Beigua, anche quest'area è caratterizzata dai substrati ofiolitici (a metamorfismo alpino) del "gruppo di Voltri" e fa geologicamente parte del sistema alpino.

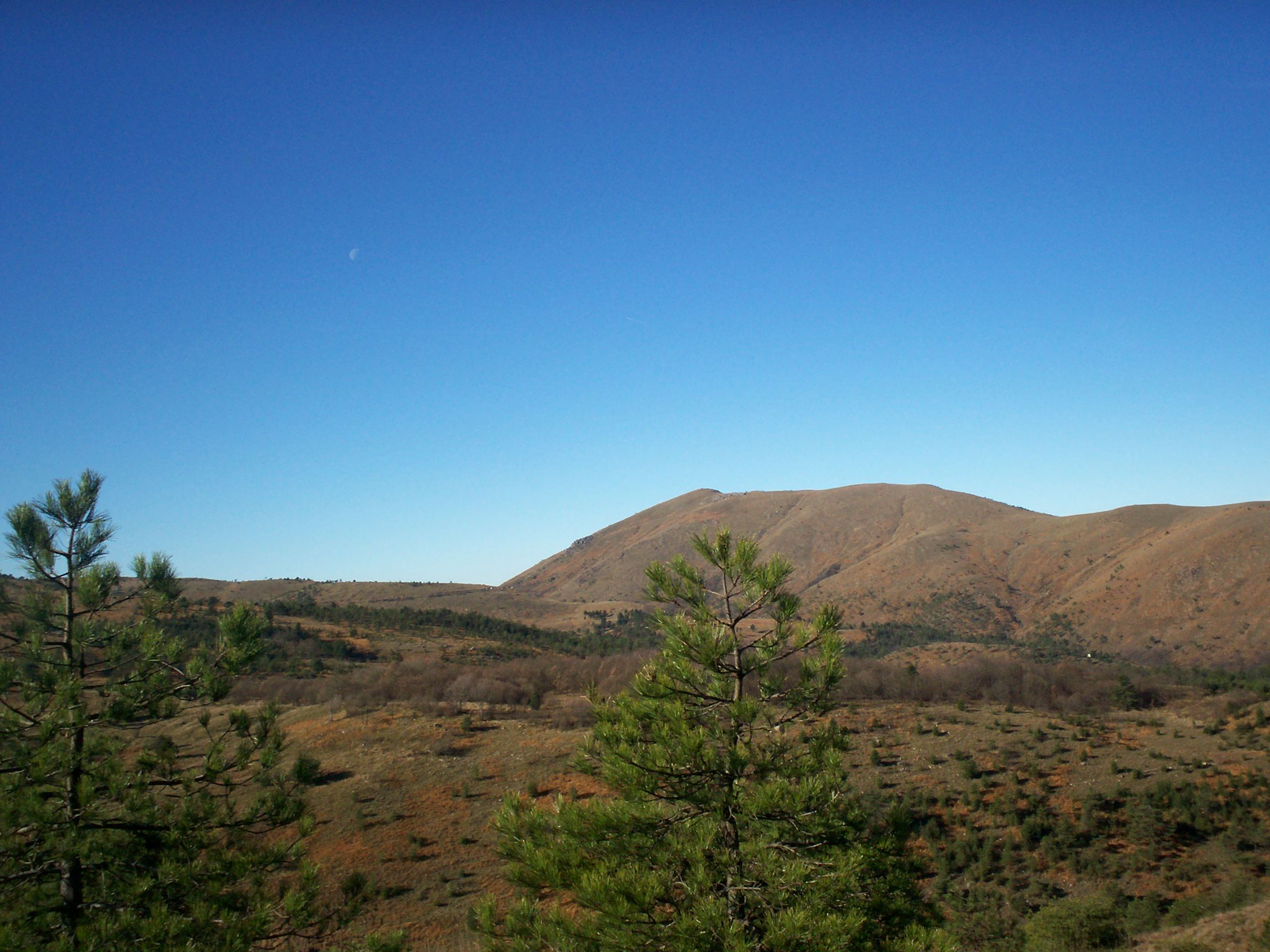
Costa Lavezzara (1081 m), nel parco regionale delle Capanne di Marcarolo

Dopo il passo dei Giovi (472 m), il crinale appenninico principale si allontana dal mare, lasciando maggior spazio a vallate sul versante a mare (val Bisagno, val Fontanabuona) e sviluppandosi verso nord con propaggini articolate e protratte ben oltre i confini della regione Liguria, con vette che raggiungono altitudini significative, come il m. Lesima (1724 m), il m. Ebro (1701 m), il m. Alfeo (1651 m) e il m. Antola (1597 m), con valli e versanti caratterizzati non di rado da una complessa struttura morfologica; più ad Est, nell'entroterra di Chiavari, oltre il passo della Forcella (875 m), si sviluppa un'imponente dorsale montuosa, che, staccandosi in prossimità del crinale principale, nei pressi del m. Aiona (1702 m), si sviluppa in direzione nord, formando la dorsale che divide il bacino dell'Aveto da quelli del Ceno e del Nure; si tratta del tratto mediamente più elevato dell'intero Appennino ligure, lungo il quale si innalzano le vette del m. Penna (1735 m), del m. Maggiorasca (1804 m), del m. Nero (1752 m), del m. Ragola (1711 m) e del m. Roncalla (1658 m).
Dopo il passo del Bocco (956 m), in corrispondenza del m. Zatta (1404 m) e quindi all'ingresso della provincia spezzina, si stacca dal crinale principale una catena secondaria decorrente a ridosso della costa e, quindi, parallela all'Appennino stesso, che all'estremità meridionale individua la fascia costiera delle Cinque Terre e quindi il promontorio occidentale del golfo della Spezia, con all'apice Portovenere.

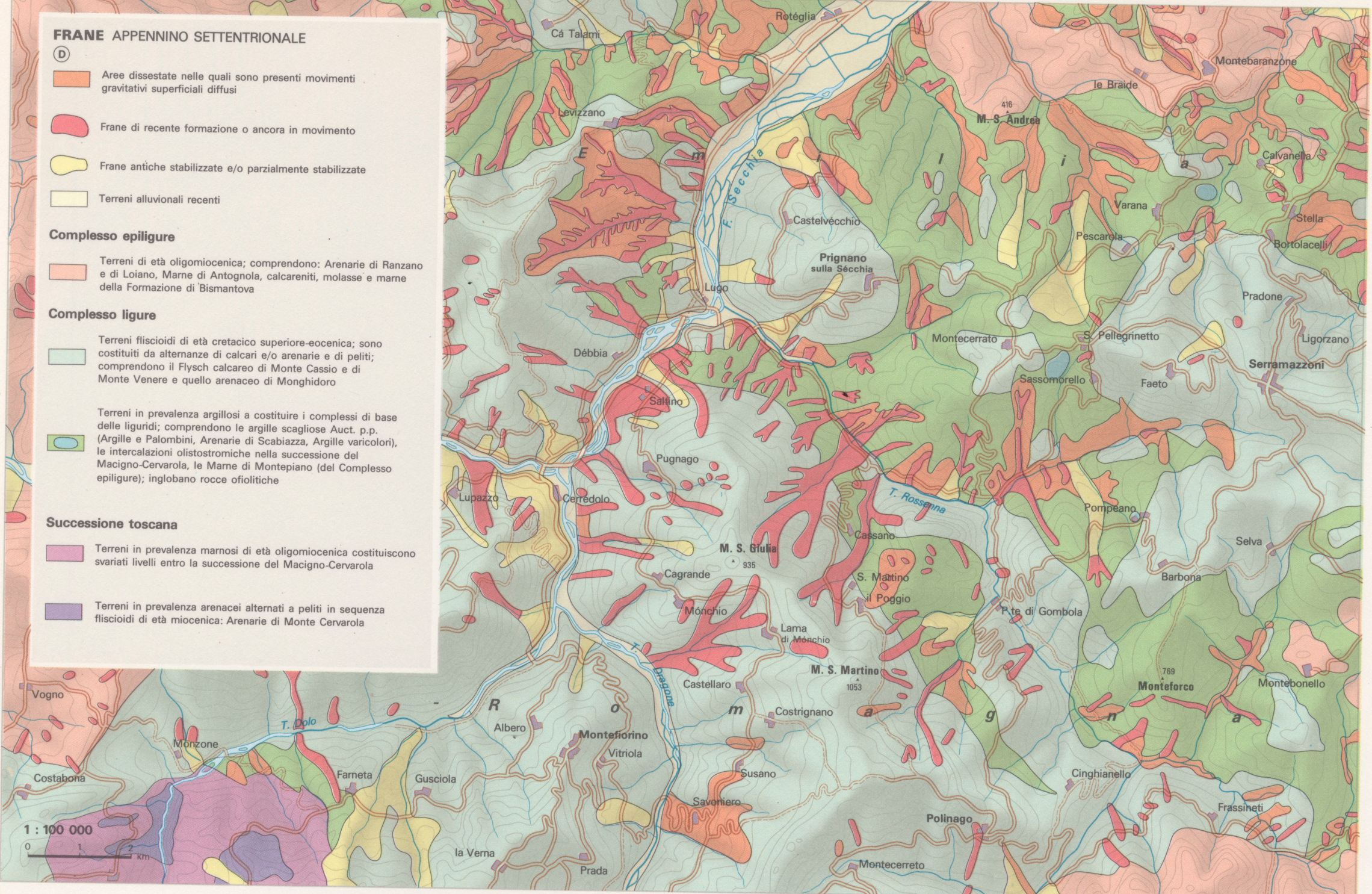
Mappa geologica dell'Appennino ligure

Il crinale principale si mantiene invece più all'interno e contorna a nord la val di Vara, per trovare una nuova culminazione nel gruppo del Monte Gottero (1639 m), al confine tra le province della Spezia, Parma e Massa, con una propaggine meridionale che verso SE si chiude alla confluenza dei fiumi Magra e Vara.
Ad est del gruppo del monte Gottero, il passo del Brattello, e quindi l'ultima elevazione del m. Molinatico (1549 m), precedono il passo della Cisa (1039 m) e quindi l'Appennino tosco-emiliano.
Va rilevato che, secondo alcuni autori, l'Appennino ligure terminerebbe in corrispondenza del passo del Brattello, mentre da un punto di vista geologico l'inizio della catena appenninica viene considerato il passo della Bocchetta (772 m), posto tra le valli Polcevera e Lemme, circa 17 km in linea d'aria a nord-ovest del centro di Genova, oppure al vicino Passo dei Giovi.

## Monti principali

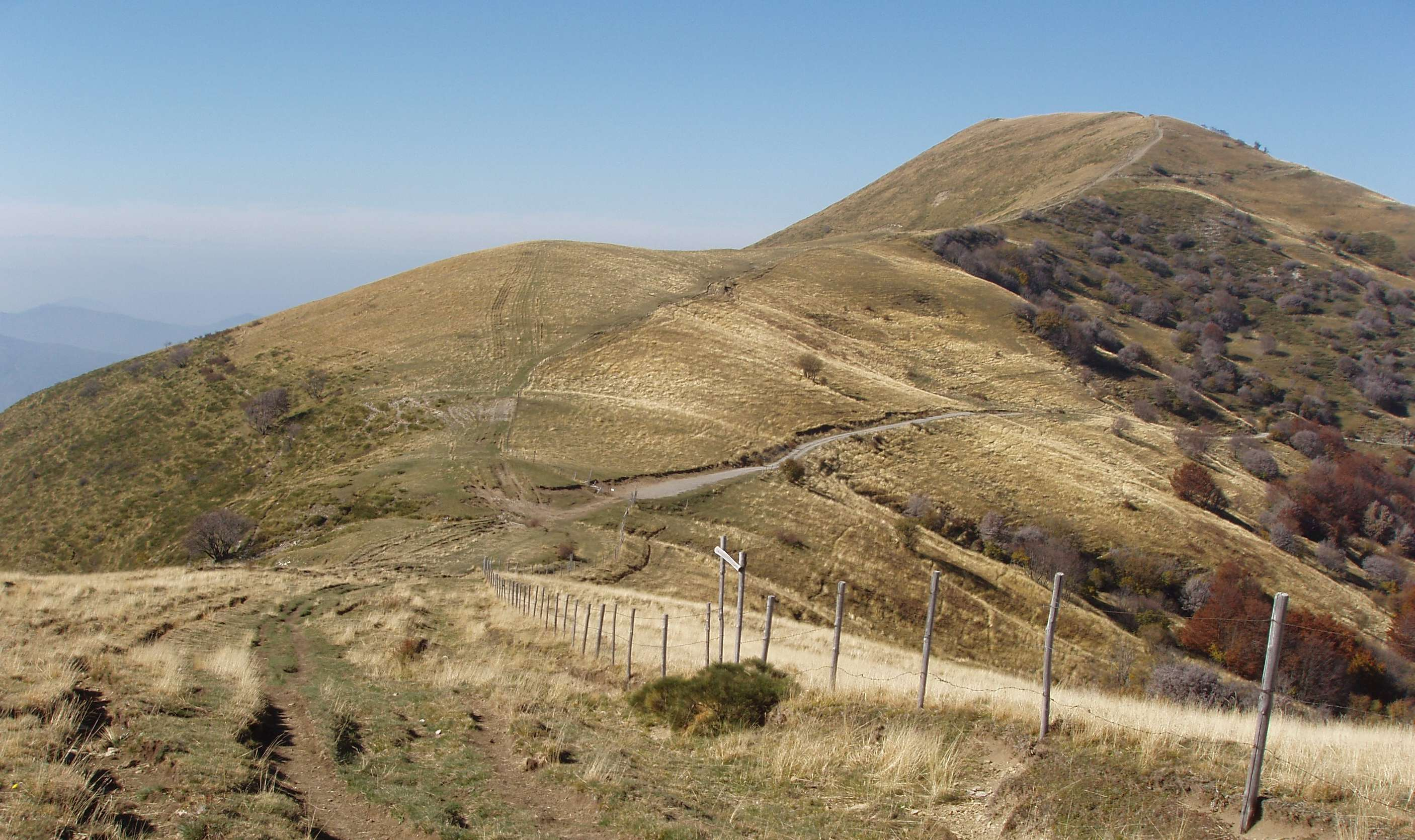
Monte Ebro

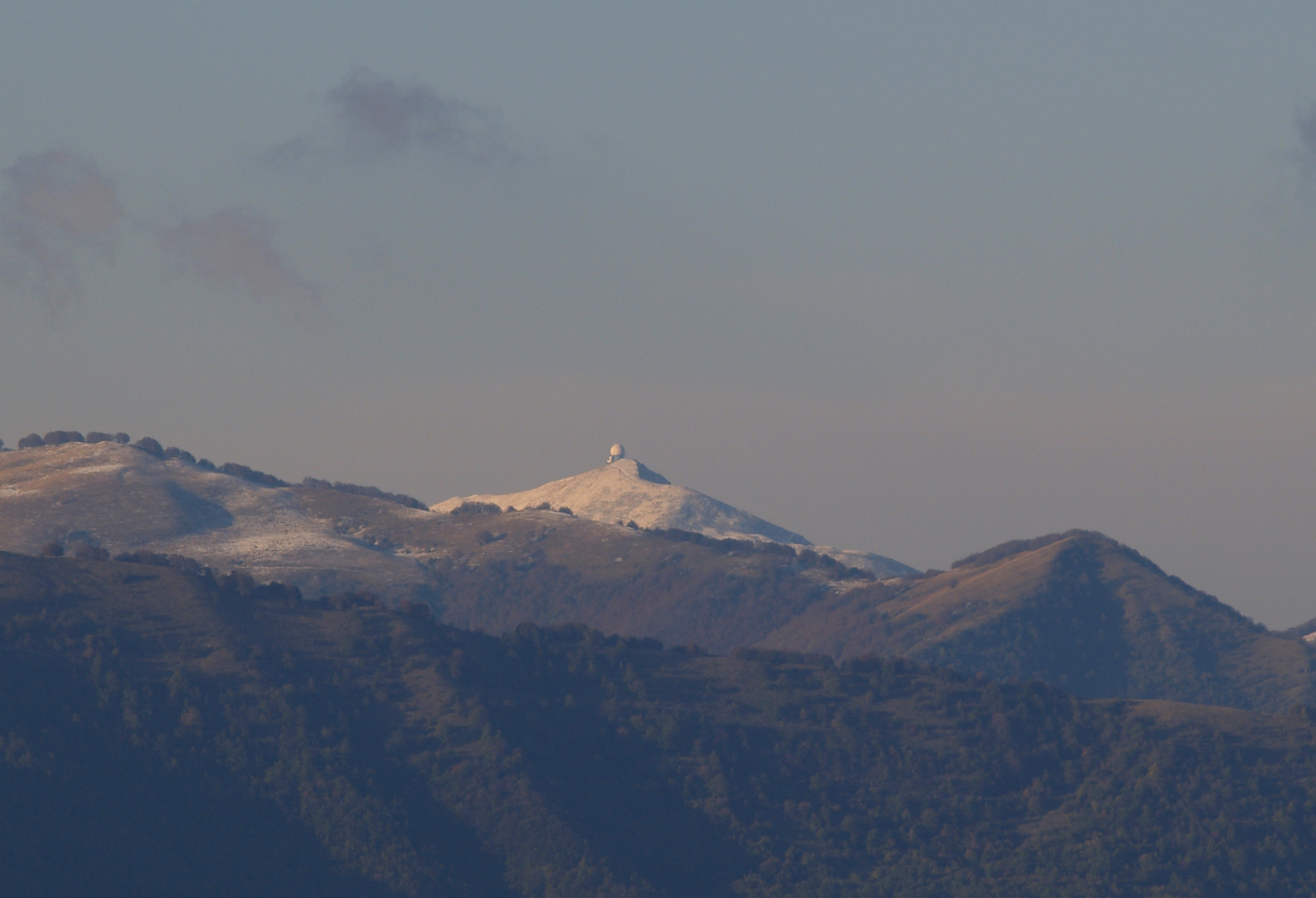
Il Monte Lesima

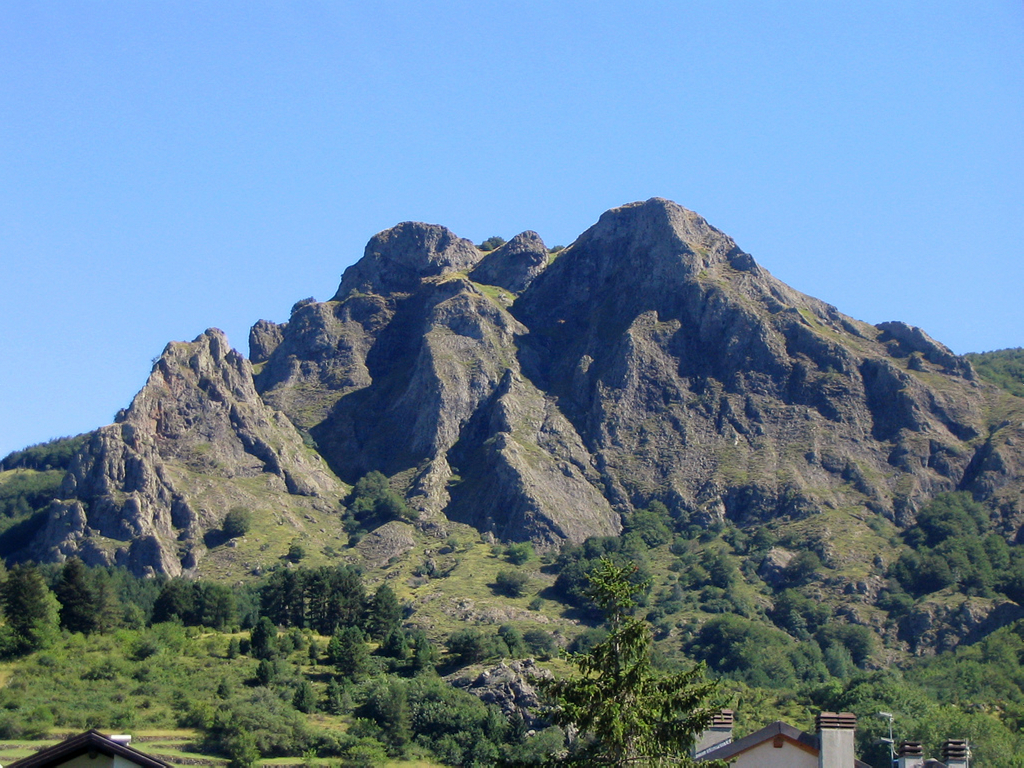
Il monte Groppo Rosso

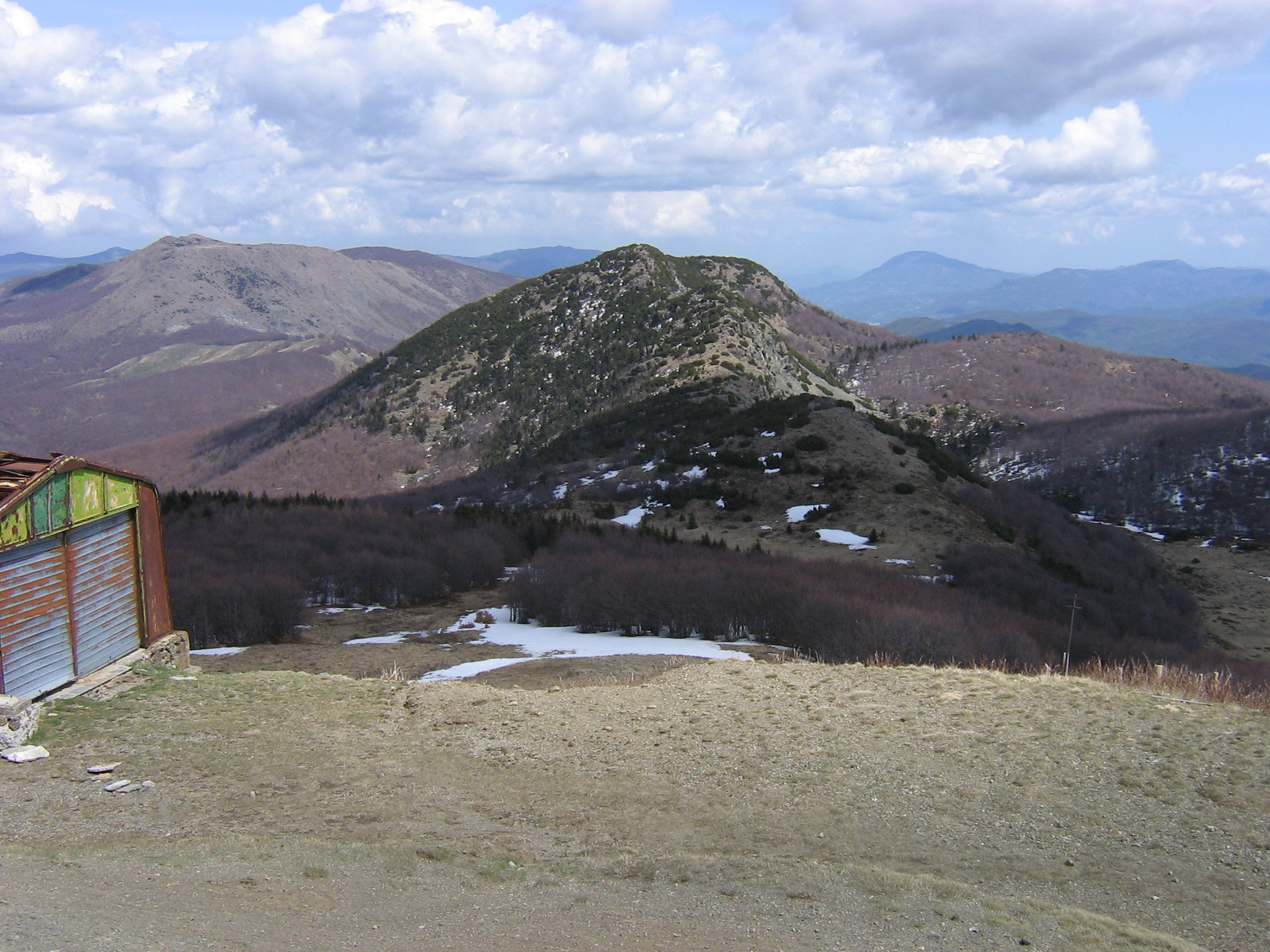
Monte Nero

Le principali montagne dell'Appennino ligure vengono qui suddivise tra gli 8 gruppi montuosi (A-H) individuati dal Club Alpino Italiano nel volume Appennino ligure e tosco-emiliano della Guida dei Monti d'Italia.

### A - Massiccio Savonese
Il gruppo più occidentale dell'Appennino ligure è delimitato, sullo spartiacque principale, dal Colle di Cadibona e dal Passo del Turchino. Verso la pianura padana i suoi limiti sono il corso della Bormida e quello della Stura di Ovada, mentre sul lato marittimo il Letimbro lo divide dalla Alpi liguri mentre il Leira lo separa dal contiguo Gruppo del Monte Figne.
- Bric del Tesoro
- Bric Sportiole
- Monte Ermetta
- Bric dei Gorrei
- Monte Grosso
- Monte Beigua
- Monte Sciguelo
- Cima Fontanaccia
- Monte Rama
- Bric Resonau
- Monte Argentea
- Monte Reixa
- Bric del Dente
- Forte Geremia
- Monte Giallo
- Monte Pavaglione
- Le Ciazze

### B - Gruppo del Monte Figne
Il gruppo comprende il tratto di crinale padano/ligure tra il Passo del Turchino e il Passo dei Giovi. Alcune delle montagne più alte, come il Monte Tobbio e lo stesso Monte delle Figne che dà il nome al gruppo, sorgono su diramazioni secondarie del crinale. Verso la pianura padana il gruppo è delimitato dai corsi della Stura di Ovada e dello Scrivia, verso il mare da Leira e Polcevera.
- Monte Penello
- Punta Martin
- Monte Figogna
- Monte Gazzo
- Monte Poggio
- Costa Lavezzara
- Monte Pracaban
- Monte Taccone
- Monte delle Figne
- Monte Tobbio
- Monte Leco
- Monte Colma
- Monte Calvo
- Alpe di Porale
- Monte Porale
- Monte Zuccaro

### C - Monti di Genova
Il gruppo comprende il tratto di crinale padano/ligure tra il Passo dei Giovi e il Passo della Scoffera e, in direzione del mare, è delimitato dalle due vallate del Polcevera e del Bisagno.
- Monte Diamante
- Monte Alpesisa
- Monte Candelozzo
- Monte Bano

### D - Nodo della Scoffera
Si tratta del gruppo montuoso che comprende il tratto dello spartiacque principale tra il Passo della Scoffera e il Passo della Forcella. La sua elevazione principale è il Monte Ramaceto.
- Monte Croce dei Fo'
- Monte Fasce
- Monte di Portofino
- Monte Manico del Lume
- Monte Pegge
- Monte Oramara
- Monte Caucaso
- Monte Ramaceto
- Monte Dego

### E - Catena dei Monti Liguri
La Catena dei Monti Liguri è collegata allo spartiacque principale da una sella poco lontana dal Passo della Scoffera. A ovest è delimitata dalla Valle Scrivia e ad est dalla Val Trebbia, e comprende alcune delle cime più elevate dell'Appennino ligure.
- Monte Antola
- Monte Buio
- Rocche del Reopasso
- Monte Reale
- Monte di San Fermo
- Bric delle Camere
- Monte Maggio
- Monte Osesa
- Monte Carmo
- Monte Alfeo
- Monte Legnà
- Monte Cavalmurone
- Monte Chiappo
- Monte Ebro
- Monte Giarolo
- Monte Barilaro
- Monte Gavasa
- Monte Spineto
- Monte Lesima
- Monte Penice
- Pietra di Corvo
- Monte Bossola
- Monte Bogleglio
- Poggio Rondino
- Monte Calenzone
- Monte Garavé
- Cima delle Scalette
- Cima Colletta

### F - Gruppo del Monte Maggiorasca
Il gruppo è il più vasto dell'Appennino ligure e ne comprende la sua cima più elevata, il Monte Maggiorasca, dalla quale prende il nome. Sullo spartiacque principale è delimitato dal Passo della Forcella e dal Passo del Bocco, e si estende quasi totalmente sul versante padano della catena appenninica.
- Monte Aiona
- Monte Penna
- Monte Pelpi
- Monte Maggiorasca
- Monte Bue
- Monte Nero
- Monte Roncalla
- Monte Groppo Rosso
- Monte Crociglia
- Monte Ragola
- Monte Ghiffi

### G - Nodo del Monte Zatta
Il gruppo, che si sviluppa quasi esclusivamente in Liguria, comprende il breve tratto del crinale principale compreso tra il Passo del Bocco e il Passo Cento Croci. Di particolare importanza è il contrafforte che si stacca verso sud-est dal Monte Zatta e si biforca poi dando origine al Golfo di La Spezia.
- Monte Zatta
- Monte Porcile
- Monte Capenardo
- Monte Castello
- Monte Groppi
- Monte Moneglia
- Monte Rossola
- Monte Parodi

### H - Appennino Spezzino
La porzione più orientale dell'Appennino ligure è costituita dall'Appennino Spezzino, che si colloca alla convergenza di Liguria, Toscana e Emilia-Romagna. Comprende la parte di crinale delimitata dal Passo Centocroci al Passo della Cisa, ad est del quale comincia l'Appennino tosco-emiliano. Oltre a questo tratto della catena principale dell'Appennino il gruppo comprende anche il lungo crinale che divide la vallata del Magra da quella del Vara.
- Monte Gottero
- Monte Molinatico
- Monte Cornoviglio

### Valli

La val Trebbia da Casa del Romano

Le Rocche del Reopasso in val Vobbia

Le principali valli dell'Appennino ligure sono:
- Val d'Arda
- Val d'Aveto
- Val Bisagno
- Val Borbera
- Val Boreca
- Valle Bormida
- Valle del Ceno
- Val Curone
- Val Fontanabuona
- Val Graveglia
- Val Luretta
- Val di Magra
- Val Nure
- Val d'Orba
- Val Petronio
- Val Polcevera
- Valle Scrivia
- Valle Staffora
- Valle Stura
- Valle Sturla
- Val di Taro
- Val Tidone
- Val Trebbia
- Val di Vara
- Val Varenna
- Val Vobbia

### Valichi
I principali valichi dell'Appennino ligure sono:

Il passo della Scoglina d'inverno

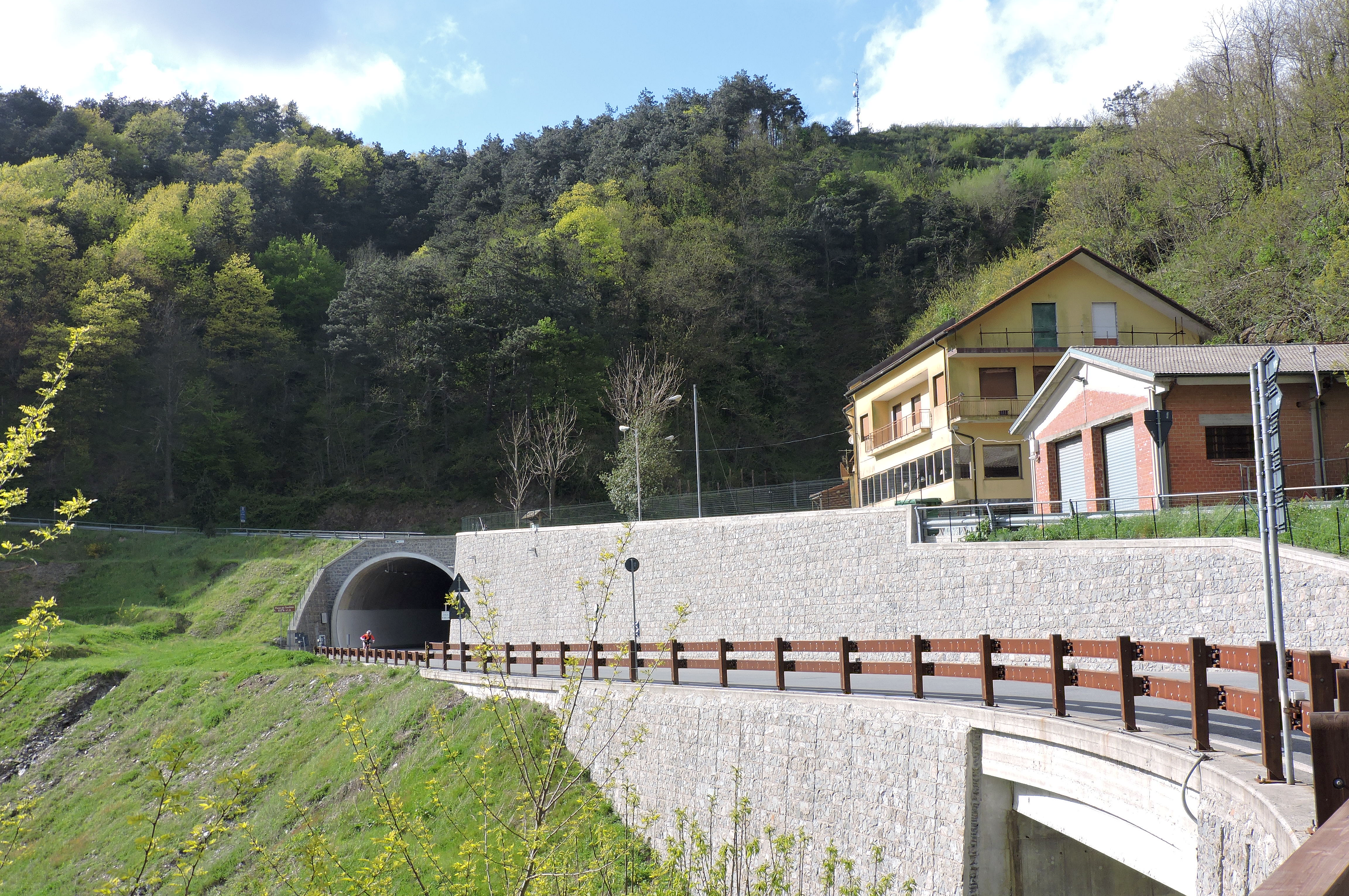
Il passo del Turchino

Passo dell'Incisa

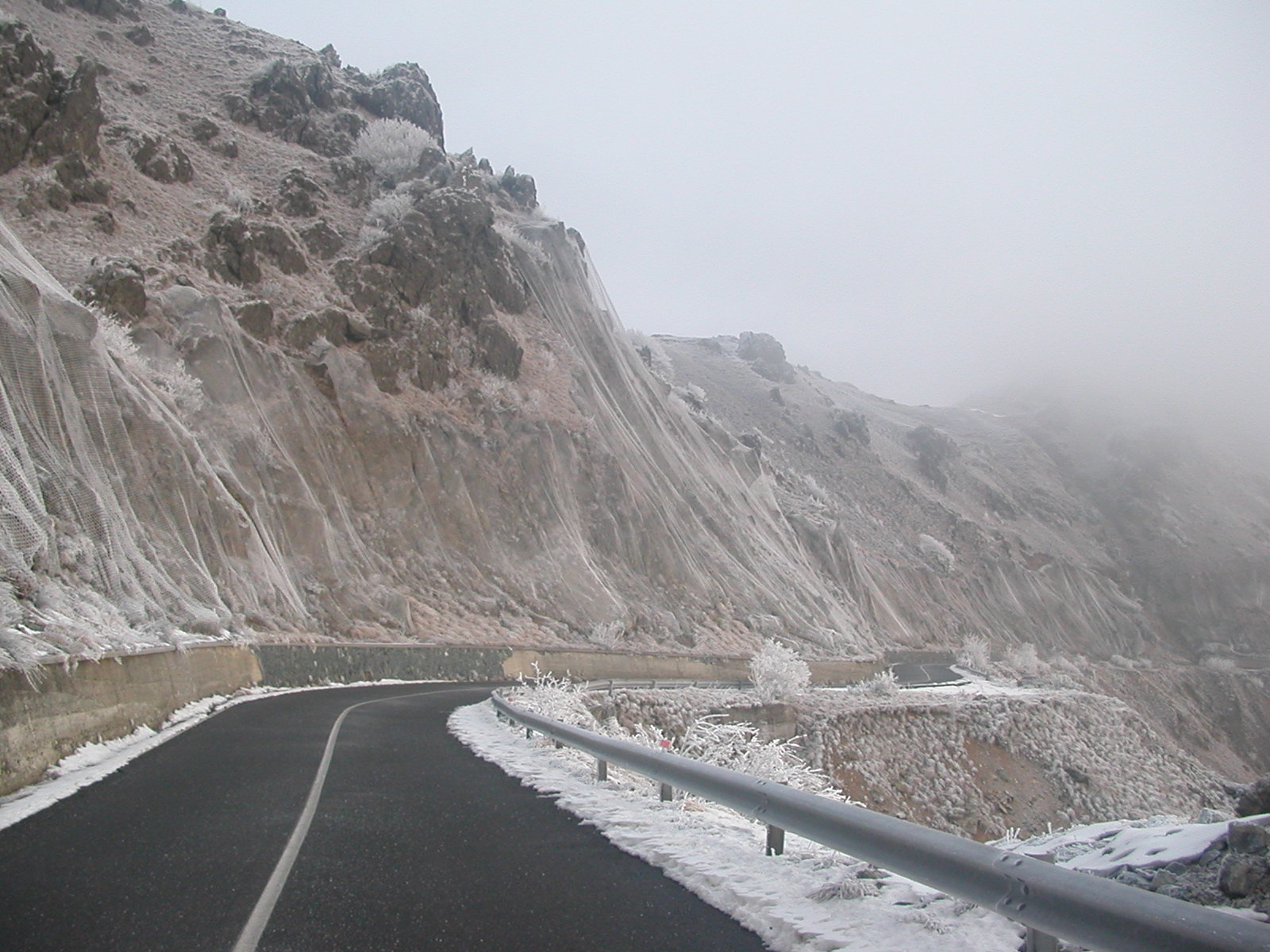
Passo del Faiallo

Passo dei Ghiffi

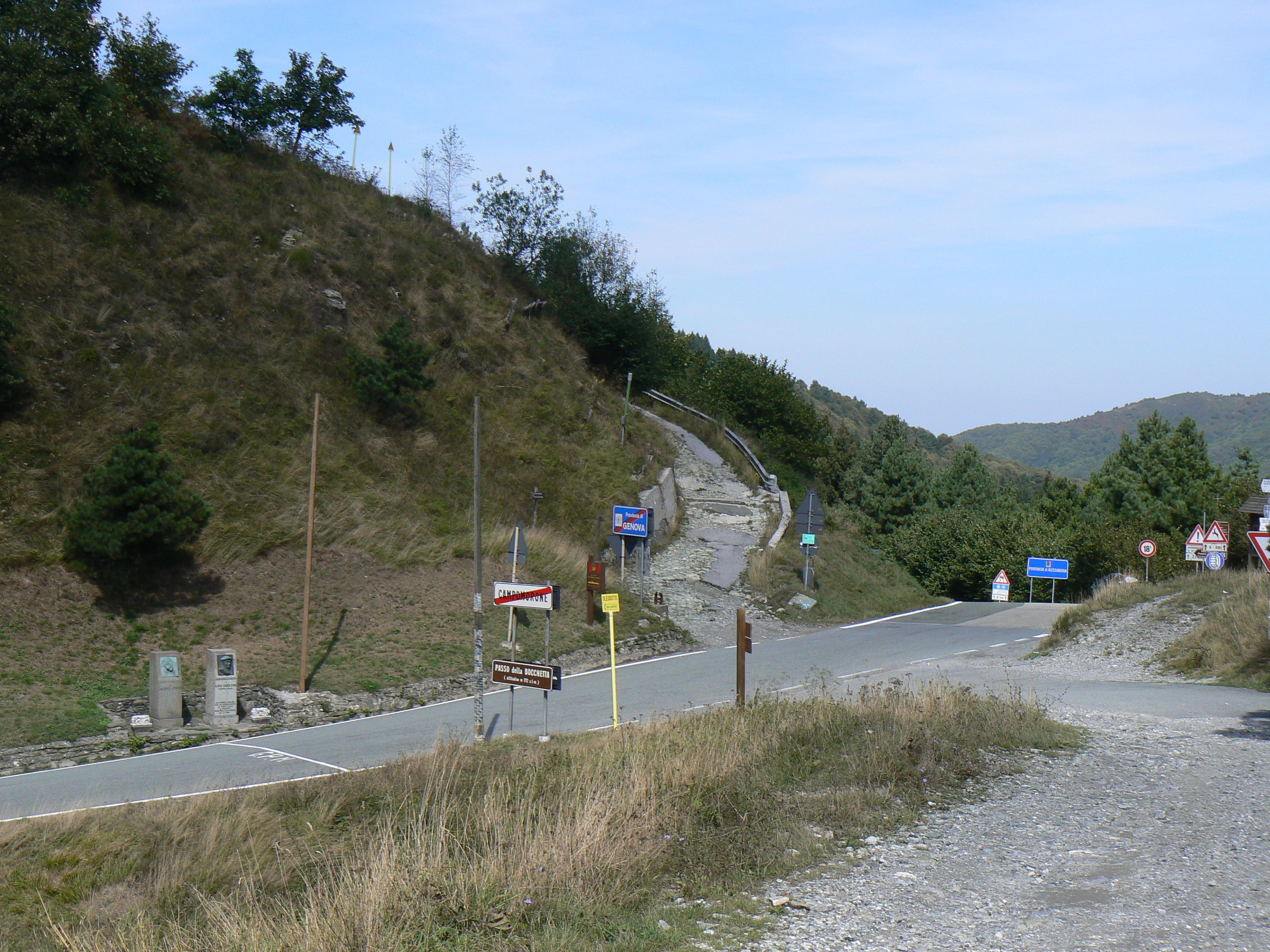
Passo della Bocchetta

| nome                  | altitudine (m s.l.m.) | località collegate                | nome del collegamento                                              |
| --------------------- | --------------------- | --------------------------------- | ------------------------------------------------------------------ |
| Colle di Cadibona     | 459                   | Altare - Savona                   | Autostrada A6, SP 29 (SV), Ferrovia San Giuseppe di Cairo – Savona |
| Colle del Giovo       | 516                   | Sassello - Stella                 | SP 334 (SV)                                                        |
| Passo dell'Incisa     | 1468                  | Val d'Aveto - Val di Taro         | Alta Via dei Monti Liguri, strade forestali                        |
| Passo del Faiallo     | 1044                  | Mele - Urbe                       | SP 40 (SV), SP 73 (GE)                                             |
| Passo del Turchino    | 588                   | Masone - Mele                     | Autostrada A26, SP 456 (GE), Ferrovia Asti-Genova                  |
| Colla di Praglia      | 880                   | Bosio - Ceranesi                  | SP 4 (GE)                                                          |
| Passo dei Ghiffi      | 1067,5                | Passo del Bocco - Borzonasca      | SP 49 (GE)                                                         |
| Passo della Bocchetta | 772                   | Campomorone - Voltaggio           | SP 5 (GE)                                                          |
| Passo dei Giovi       | 472                   | Busalla - Mignanego               | Autostrada A7, SP 35 (GE), Ferrovia Torino-Genova                  |
| Crocetta d'Orero      | 468                   | Casella - Serra Riccò             | SP 3 (GE)                                                          |
| Colle di Creto        | 603                   | Genova - Montoggio                | SP 13 (GE)                                                         |
| Passo della Scoffera  | 674                   | Bargagli - Torriglia              | SS 45                                                              |
| Passo del Brallo      | 951                   | Ottone - Varzi                    | Dir. SP 461 (PC) (PV)                                              |
| Passo del Penice      | 1149                  | Bobbio - Varzi                    | SP 461 (PC) (PV)                                                   |
| Sella della Giassina  | 926                   | Neirone - Torriglia               | SP 21 (GE)                                                         |
| Passo della Scoglina  | 922                   | Favale di Malvaro - Rezzoaglio    | SP 23, SP 56 (GE)                                                  |
| Passo della Forcella  | 875                   | Borzonasca - Rezzoaglio           | SP 586 (GE)                                                        |
| Passo della Spingarda | 1551                  | valle Sturla - valle Aveto        | strada sterrata                                                    |
| Passo del Tomarlo     | 1494                  | Ferriere - Santo Stefano d'Aveto  | SP 654 (GE) (PC) (PR)                                              |
| Passo del Chiodo      | 1457                  | Bedonia - Rezzoaglio              | SP 75 (GE)                                                         |
| Passo del Bocco       | 956                   | Bedonia - Mezzanego               | SP 27 (GE)                                                         |
| Passo di Centocroci   | 1055                  | Borgo Val di Taro - Varese Ligure | SP 523 (PR) (SP)                                                   |
| Passo del Rastello    | 1043                  | Pontremoli - Sesta Godano         | SP 3 (SP)                                                          |
| Passo della Cisa      | 1041                  | Berceto - Pontremoli              | SS 62                                                              |
| Passo del Carmine     | 600                   | Ruino - Zavattarello              | SP 201 (PV)                                                        |
| Passo della Crocetta  | 599                   | Cicagna - Rapallo                 | SP 58                                                              |
| Colla di Boasi        | 651                   | Val Fontanabuona-Val Bisagno      | Galleria di Boasi attraverso SP77                                  |

### Fiumi

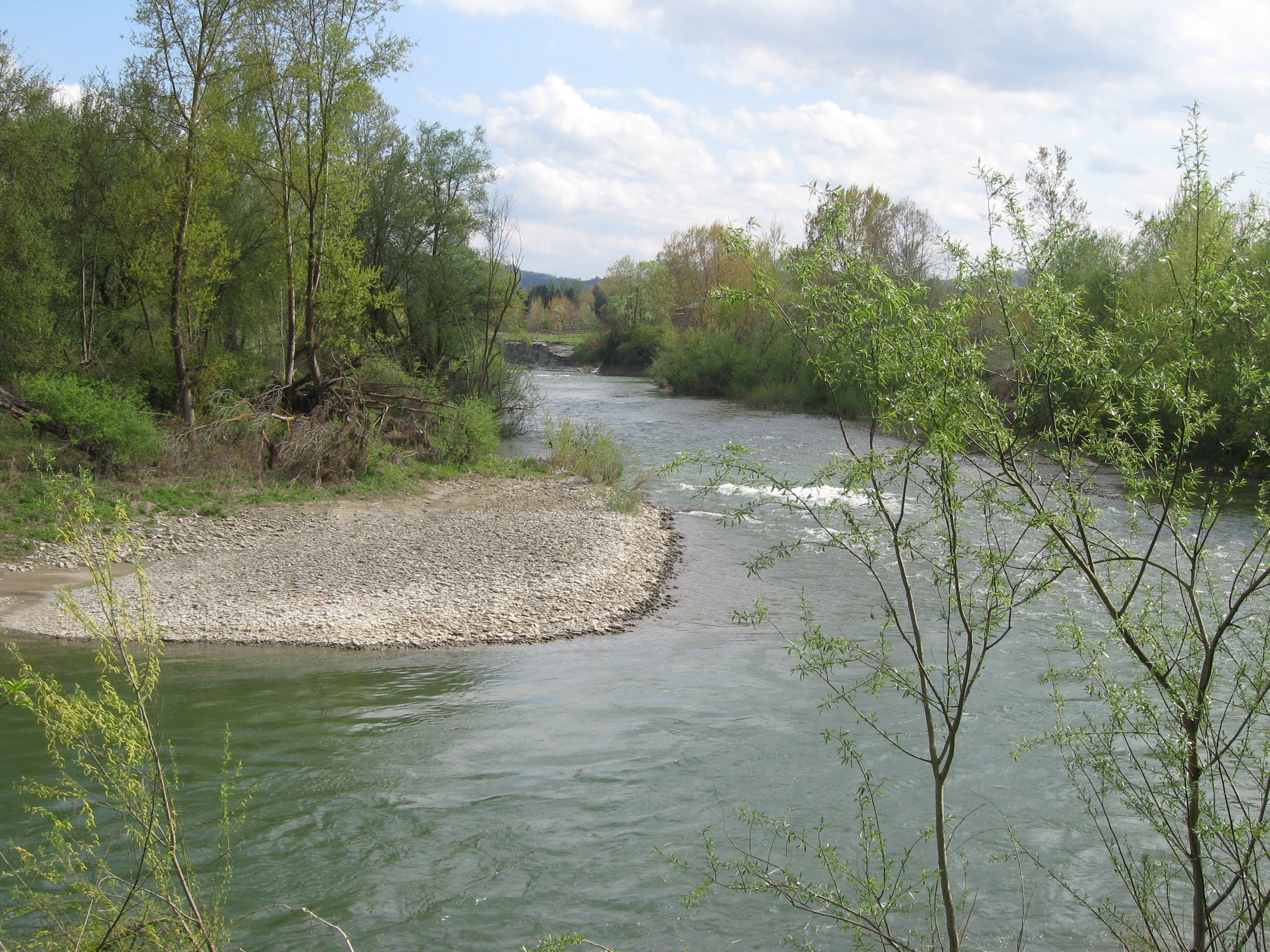
Bormida

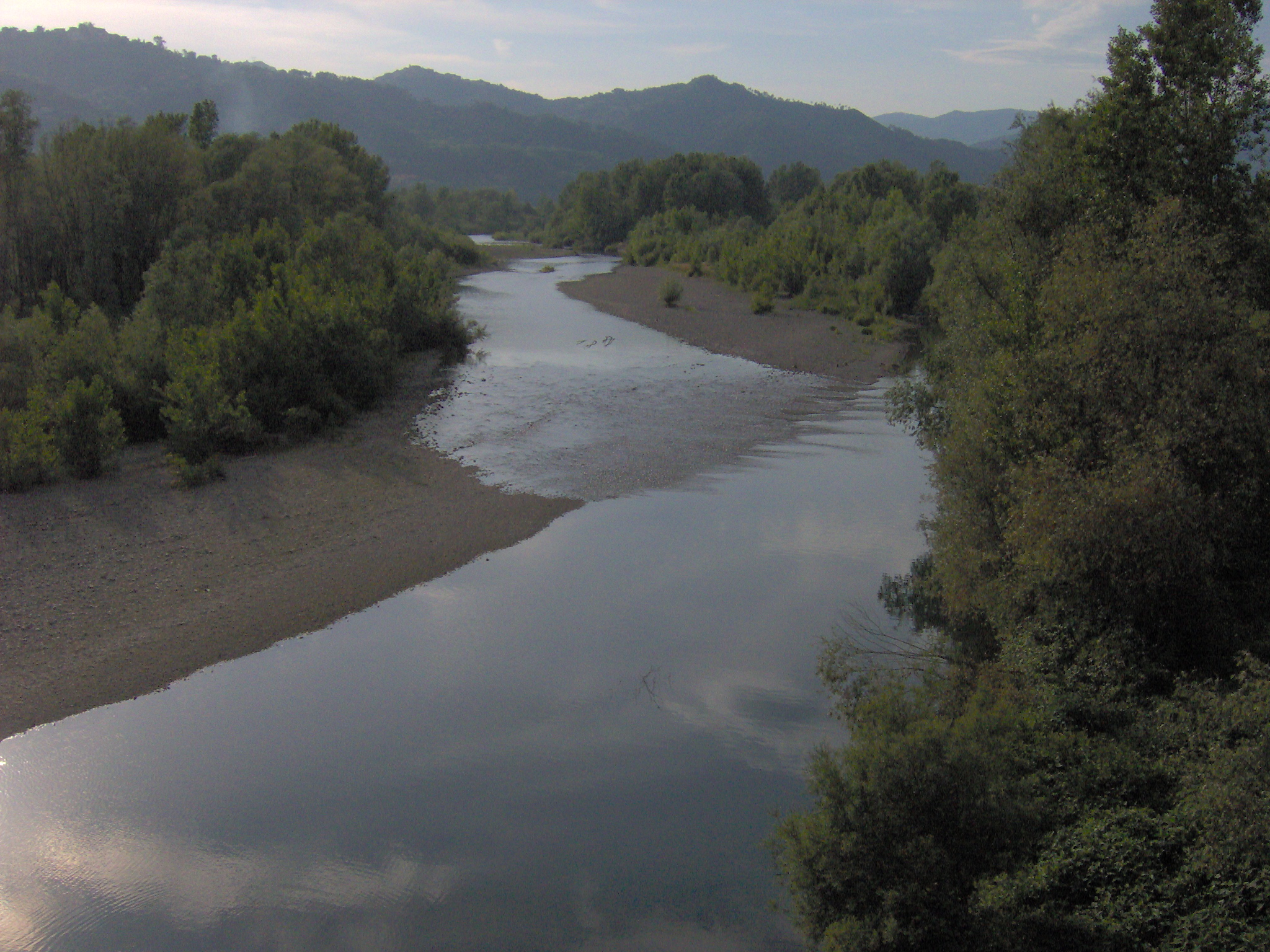
Il Vara a Ceparana

I corsi d'acqua che drenano l'Appennino ligure sono piuttosto diversi a seconda del lato della catena montuosa dal quale scendono. Quelli del versante tributario del Mar Ligure sono in maggioranza corti e relativamente poco ramificati e solo nella parte più orientale dalla catena si sviluppa un bacino idrografico di grandi dimensioni, quello del Magra. Verso nord invece fiumi e torrenti che scendono verso il Po sono più lunghi e ramificati, soprattutto nella zona occidentale dove la Bormida con i suoi molti affluenti drena una vasta area della catena.
- Versante padano
  - Bormida/Erro/Orba
  - Scrivia
  - Curone
  - Staffora
  - Tidone
  - Trebbia/Aveto
  - Taro
- Versante ligure
  - Polcevera
  - Bisagno
  - Boate
  - Petronio
  - Entella/Sturla di Carasco/Lavagna/Graveglia
  - Magra/Vara

### Laghi e zone umide

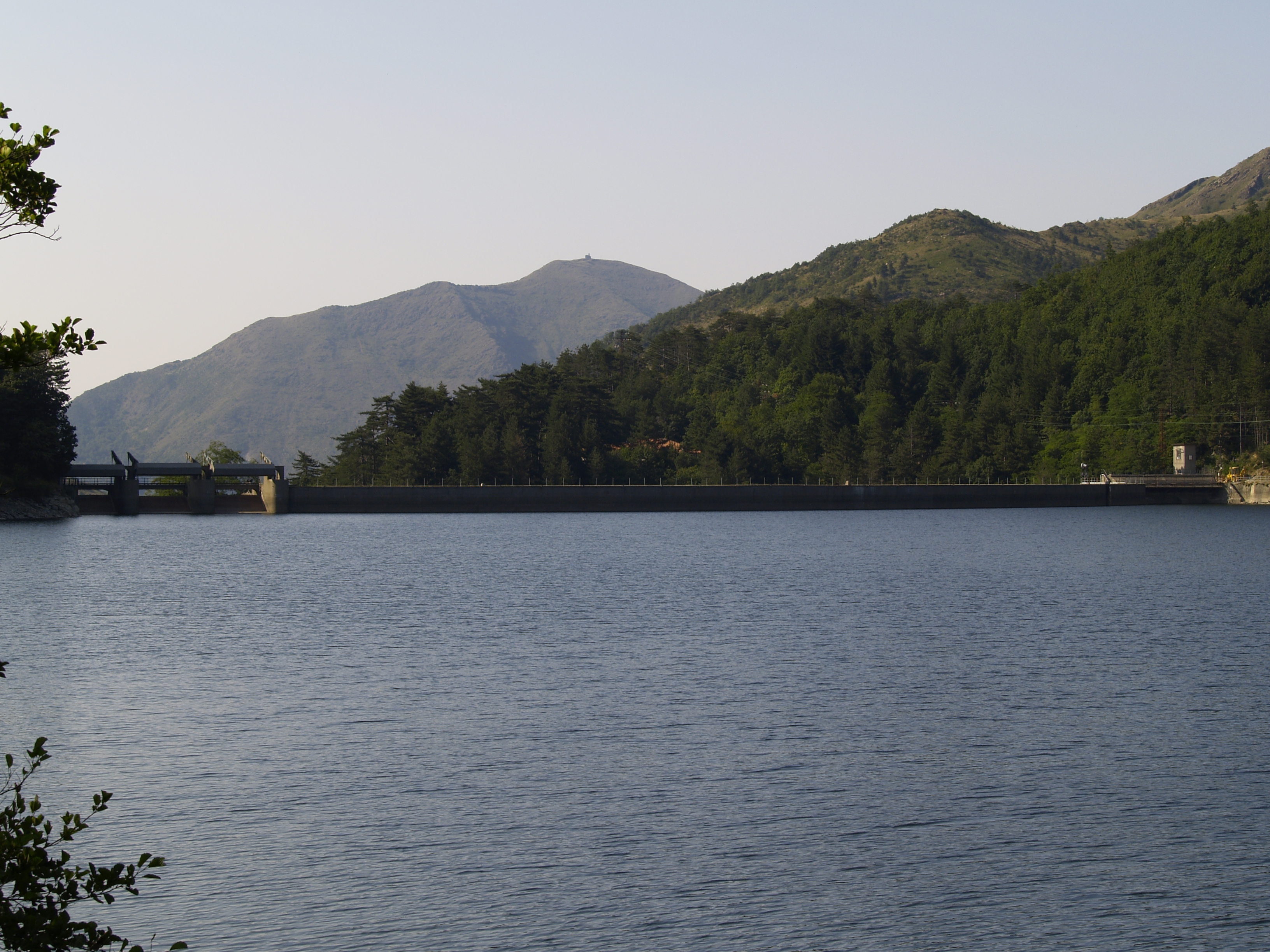
Il Lago Lungo, uno dei tre laghi del Gorzente

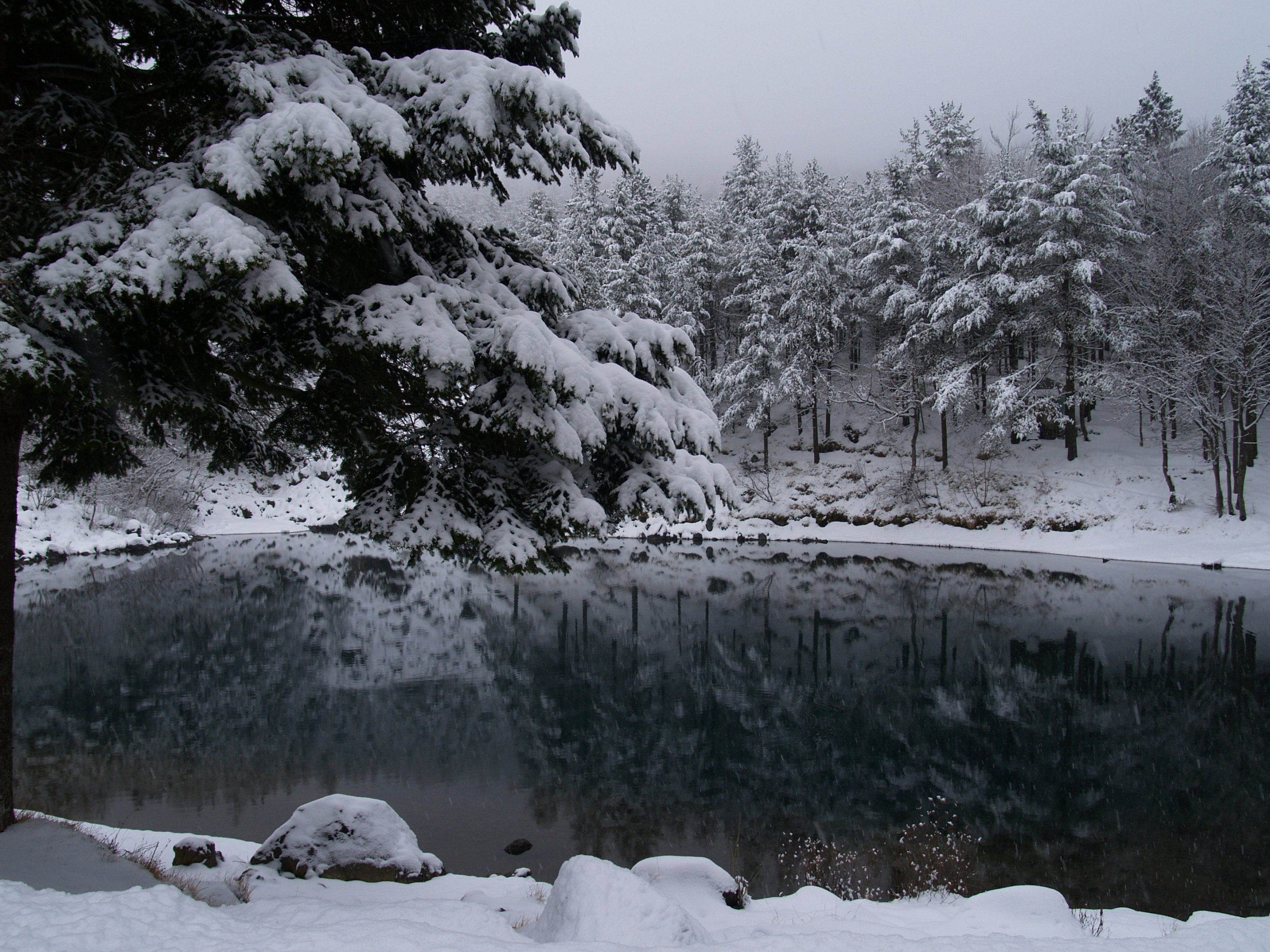
Il lago delle Lame in val d'Aveto

I principali laghi naturali e invasi artificiali dell'Appennino ligure sono:
- Lago di Ortiglieto
- Lago Scanizzon
- Lago dell'Antenna
- Laghi del Gorzente
- Laghi di Lavagnina
- Lago della Busalletta
- Lago di Val di Noci
- Lago del Brugneto
- Lago di Trebecco
- Lago di Giacopiane
- Lago di Pian Sapeio
- Lago di Rezzo
- Lago delle Lame
- Lago Asperelle
- Lago Code d'Asino
- Pozza dell'Ortigaro
- Lagastro o Lago Moggetto
- Laghi delle Agoraie
- Lago di Boschi
- Lago Bino
- Lago Nero
- Lago di Mignano
- Lago del Teglia

Le principali zone umide sono:
- Torbiera del Laione
- Pozza della Polenta
- Prato della Cipolla
- Prato Grande di Monte Nero
- Prato Grande (Monte Ragola)
- Stagno di Bargone

### Parchi e riserve
Le Aree naturali protette dell'Appennino ligure sono:

Parco nazionale delle Cinque Terre

- Parco nazionale delle Cinque Terre
- Parco naturale regionale di Porto Venere
- Parco naturale regionale del Beigua
- Parco naturale regionale di Portofino
- Parco naturale regionale di Montemarcello-Magra
- Parco naturale regionale dell'Antola
- Parco naturale regionale dell'Aveto
- Parco naturale delle Capanne di Marcarolo
- Parco naturale dell'Alta val Borbera
- Riserva naturale Monte Alpe
- Riserva naturale Agoraie di sopra e Moggetto
- Giardino botanico di Pratorondanino
- Giardino botanico alpino di Pietra Corva

## Turismo
Per molti decenni l'Appennino ligure ha subìto l'attrattività turistica sia delle due riviere liguri di Levante e di Ponente, sia delle vicine Alpi Liguri e delle Langhe. Tuttavia non è mai venuto meno il turismo legato alle seconde case, di chi risiede nella costa ligure o nella pianura padana occidentale.
Tra i paesi più frequentati durante tutto l'anno vi sono Sassello in provincia di Savona, Gavi in provincia di Alessandria, Casella e Torriglia in Valle Scrivia, Ottone e Bobbio in Val Trebbia, Santo Stefano d'Aveto in Val d'Aveto, Ferriere in Val Nure, Borgo Val di Taro e Bedonia in Val di Taro, Varese Ligure in Val di Vara.
Altre località meta di turisti soprattutto nel fine settimana e nei mesi estivi sono il Monte Beigua e l'altopiano che lo collega al Passo del Faiallo; la zona di Tiglieto con la sua abbazia di Santa Maria alla Croce ed il Lago di Ortiglieto; i Piani di Praglia e le Capanne di Marcarolo con i vicini Laghi del Gorzente; Casa del Romano, Capanne di Carrega, Capanne di Cosola e Caldirola nei monti della Catena dell'Antola; le rive del fiume Trebbia; il Lago di Giacopiane ed i Piani di Oneto nel Parco naturale regionale dell'Aveto.
Al turismo legato alle bellezze paesaggistiche e naturalistiche si è affiancato negli ultimi anni il cosiddetto turismo eno-gastronomico, grazie alla riscoperta e alla valorizzazione di prodotti e sapori tipici delle valli dell'Appennino ligure, quali il Parmigiano-Reggiano, la torta di patate del Piacentino, il salame di Sant'Olcese, il salame di Varzi e il fungo porcino di Borgotaro.

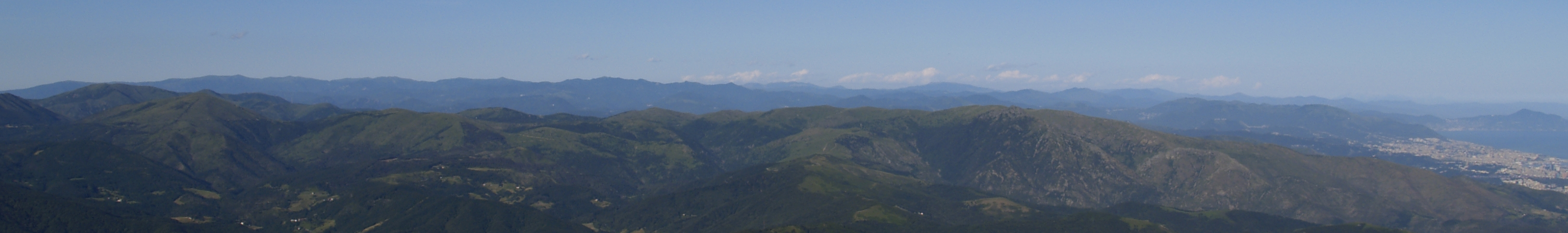
Panorama dell'Appennino ligure dal Bric del Dente, nei pressi del Passo del Faiallo

### Sentieri e alte vie

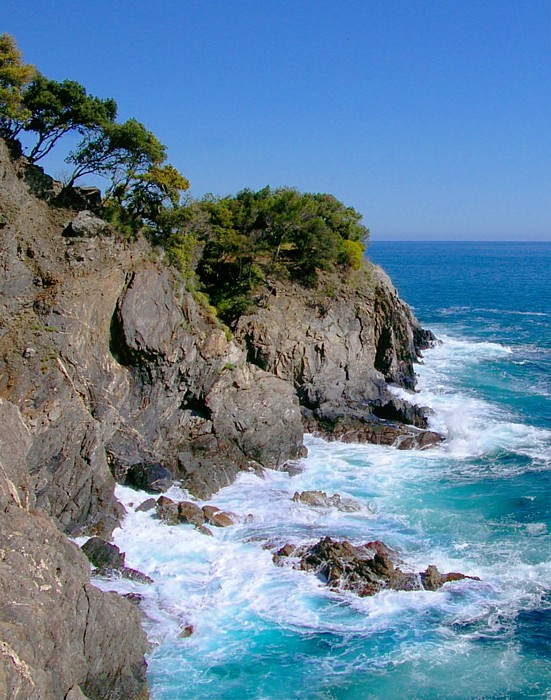
Scorcio di una montagna a picco sul mare nelle Cinque Terre

Lo spartiacque ligure-padano dell'Appennino ligure, dal colle di Cadibona a Ceparana, è percorso da 28 delle 44 tappe in cui è idealmente divisa l'Alta Via dei Monti Liguri, per un totale di circa 275 km. Il punto più alto del tratto appenninico del sentiero è la vetta del monte Aiona (1701 m).
Tra le numerose vie che collegano la costa ligure all'alta via, sono di particolare pregio paesaggistico e naturalistico i sentieri che, partendo da Portofino, risalgono lo spartiacque tra il golfo del Tigullio ed il golfo Paradiso fino a raggiungere il passo della Scoffera. Sempre da Portofino è possibile percorrere lo spartiacque tra il golfo del Tigullio e la val Fontanabuona fino a Chiavari.
L'alta via delle Cinque Terre è un sentiero che mette in comunicazione tra di loro le Cinque Terre passando per il crinale a picco sul mar Ligure. Congiunge Portovenere a Monterosso al Mare, per poi risalire lo spartiacque tra la val di Vara e le valli del Petronio e del Graveglia e ricongiungersi all'alta via dei monti liguri nei pressi del monte Zatta (1404 m).
Tra i tanti sentieri che consentono di raggiungere la cima del monte Antola, il più comodo e panoramico è quello che parte dalla località Casa del Romano (1390 m), raggiungibile su strada asfaltata percorrendo la SP 16. Dalla vicina località Capanne di Carrega (1367 m), al confine tra Liguria e Piemonte, è possibile salire sul monte Carmo (1641 m) e sul monte Cavalmurone (1670 m).
Dal lago delle Lame, raggiungibile in auto da Rezzoaglio, parte un sentiero didattico all'interno della foresta del parco naturale regionale dell'Aveto che consente di visitare alcuni laghi di origine glaciale e zone umide di pregio. Nei pressi è stata istituita la Riserva naturale Agoraie di sopra e Moggetto, i cui sentieri sono accessibili solo per motivi didattici e scientifici.